# دیوید دیویس (شناگر)
دیوید دیویس (به انگلیسی: David Davies) (زادهٔ ۳ مارس ۱۹۸۵) شناگر اهل ولز است.